# Куденёво
Куденёво — деревня в Лихославльском районе Тверской области.

## География
Находится в центральной части Тверской области на расстоянии приблизительно 30 км на север по прямой от районного центра города Лихославль.

## История
Деревня была отмечена ещё на карте Менде, состояние местности на которой соответствует 1848 году. В 1859 году здесь (деревня Вышневолоцкого уезда) было учтено 10 дворов, в 1886 — 15, в 1986 — 9, в 1997 — 7. В советское время работали колхозы «Дружба», «Красная поляна» и «Новый мир». До 2021 года деревня входила в Станское сельское поселение Лихославльского района до его упразднения.

## Население
Численность населения: 73 человека (1859 год), 86 (1886), 15 (1986), 5 (карелы 40 %, русские 60 %) в 2002 году, 11 в 2010.